# Claudio Cianca
Claudio Cianca (Roma, 4 settembre 1913 – Roma, 23 febbraio 2015) è stato un partigiano e politico italiano.

## Biografia
Attivo antifascista, con il padre Renato e con Leonardo Bucciglioni, la domenica del 25 giugno 1933 aveva fatto esplodere una bomba ad orologeria, progettata perché non arrecasse danni, nel pronao della basilica di San Pietro a Roma. Il gesto era rivolto contro la politica del Vaticano, accusato dalla "Concentrazione antifascista" di favorire il regime fascista ed avrebbe dovuto dimostrare alle migliaia di pellegrini convenuti a Roma per l'Anno Santo, come il regime fosse odiato e attivamente combattuto dai movimenti d'opposizione popolare.
Per quel gesto Claudio Cianca, suo padre e Bucciglioni furono arrestati la notte del 9 ottobre del 1933 e sei mesi dopo processati dal Tribunale speciale. Il giovane fu condannato a 17 anni di reclusione; agli altri due imputati furono inflitti 30 anni.
Liberato alla caduta del fascismo, Claudio Cianca partecipò alla Guerra di liberazione dirigendo nel Lazio formazioni partigiane, prima in quelle del movimento di Giustizia e Libertà e poi in quelle garibaldine.
Successivamente aderì al Partito Comunista Italiano, con il quale nel 1953 venne eletto alla Camera dei deputati, della quale fece parte per quattro legislature consecutive, restando in carica fino al 1972.
Cianca, che è anche stato segretario della Camera del lavoro di Roma e provincia e che ha diretto, negli anni della ricostruzione, i lavoratori edili romani, è stato membro della presidenza dell'Anppia, l'Associazione nazionale Perseguitati Politici Italiani Antifascisti. In un libro curato da Giuseppe Sircana e in un DVD pubblicati, sul finire del 2009, dalla Ediesse col titolo Il mio viaggio fortunoso, Claudio Cianca, quasi centenario, ripercorre con grande lucidità le esperienze di anni molto, molto difficili.
È scomparso nel 2015 all'età di 101 anni.